# ميليندا جاك
ميليندا جاك (بالفرنسية: Mélinda Jacques-Szabo)‏ مواليد 13 أكتوبر 1971 في المجر، هي لاعبة كرة يد فرنسية. مثلت منتخب فرنسا لكرة اليد للسيدات. شاركت في دورة الألعاب الأولمبية الصيفية سنة 2004.

## روابط خارجية
- ميليندا جاك على موقع الاتحاد الأوروبي لكرة اليد (الإنجليزية)
- ميليندا جاك على موقع اللجنة الأولمبية الدولية (الإنجليزية)
- ميليندا جاك على موقع أوليمبيديا (الإنجليزية)